# SKA Kujbyszew
SKA Kujbyszew (ros. СКА Куйбышев) – rosyjski klub hokeja na lodzie z siedzibą w Kujbyszewie (obecnie Samara).

## Historia
Drużyna występowała w rozgrywkach mistrzostw Rosyjskiej FSRR oraz ogólnokrajowych mistrzostw ZSRR.

## Sukcesy
- Złoty medal Rosyjskiej FSRR: 1962
- Srebrny medal Rosyjskiej FSRR: 1973